# Giải Lời nói tự do
Giải Lời nói tự do (tiếng Na Uy: Fritt Ords Pris) là một giải thưởng hàng năm do tổ chức tư nhân Institusjonen Fritt Ord (Viện Lời nói tự do) của Na Uy trao tặng cho người hoặc tổ chức có cống hiến vào lãnh vực đấu tranh cho tự do ngôn luận.
Giải thưởng chia ra 2 thể loại: "Giải Lời nói tự do" (tiếng Na Uy: Fritt Ords pris) và "Giải Lời nói tự do danh dự" (tiếng Na Uy: Fritt Ords honnør).
Giải thưởng gồm một tượng nhỏ của nhà điêu khắc Nils Aas và một khoản tiền. Lễ trao giải diễn ra ở hội trường lón của viện Bảo tàng quốc gia Nghệ thuật, Kiến trúc và Thiết kế ở Oslo trong tháng 5 hàng năm, nhân ngày Giải phóng Na Uy 1945.
Dưới đây là danh sách các người và tổ chức đoạt giải :
- 1976: Johan Vogt
- 1977: Henrik Groth
- 1978: Kim Friele
- 1979: Stein Mehren
- 1980: Andrey Sakharov
- 1982: Lech Wałęsa & Hallvard Rieber-Mohn
- 1983: Kjetil Bang-Hansen
- 1984:	Hội tác giả Bắc Na Uy
- 1985:	Hiệp hội báo chí bất hợp pháp
- 1986: Magli Elster và Torolf Elster
- 1987: Nansen Academy
- 1988: Leo Eitinger
- 1989: Erik Bye
- 1990: Charta 77
- 1991:	Hàn lâm viện Khoa học và Nghệ thuật Nordland
- 1992: Annette Thommessen
- 1993: Rolv Ryssdal
- 1994: William Nygaard
- 1995: Hanne Sophie Greve
- 1996: Arne Skouen
- 1997: Kåre Willoch
- 1998: Aleksandr Nikitin
- 1999: NRK P2
- 2000: Thomas Chr. Wyller
- 2001: Nils Christie
- 2002: Aslam Ahsan & Shabana Rehman
- 2003: Berge Furre
- 2004: Unni Wikan
- 2005: Nina Witoszek
- 2006: Bjørgulv Braanen
- 2007: Terje Tvedt
- 2008: Per-Yngve Monsen
- 2009: Nina Karin Monsen
- 2010: Bushra Ishaq và Abid Raja
- 2011: Anders Sømme Hammer
- 2012: Sara Azmeh Rasmussen
- 2013: Per Fugelli
- 2014: Anne Sender
- 2015: Robin Schaefer và Jan Erik Skog[3]

## Giải Lời nói tự do danh dự
Dưới đây là danh sách các người hoặc tổ chức đoạt giải:
- 1979: Hans Heiberg
- 1980: Philip Houm, Hermod Skånland, Anne Ma Ødegaard
- 1981: Không trao giải
- 1982: Hans Børli
- 1983: Không trao giải
- 1984: Arvid Hanssen, Lars Roar Langslet, Alf Steinsøy, Anne-Lisa Amadou
- 1985: Johs. Andenæs, Carsten Smith, Dag Sørli
- 1986: Åge Rønning, Odd Kvaal Pedersen, Đài phát thanh Người nhập cư, Anders Bratholm
- 1987: Petter Wessel Zapffe, Harald Tveterås, Birgitte Grimstad, Lillebjørn Nilsen
- 1988: Barthelemy Niava
- 1989: Hå Gamle Prestegard, Espevør Husmorlag, Thomas Thiis-Evensen
- 1990: Jahn Thon, Egil Bakke, Edvard Beyer, Elisabeth Gording, Bestemødrene foran Stortinget, Sidsel Mørck
- 1991: Stiftelsen Aur Prestegård
- 1992: Odd Abrahamsen, Nhà bảo tàng lịch sử chiến tranh Arquebus, Svein Ellingsen, Erik Hillestad, Egil Hovland
- 1993: Jon Godal, Sverre Ødegaard, Arild Haaland, Dagmar Loe, Anne-May Nilsen
- 1994: Carl Fredrik Thorsager, Helga Arntzen
- 1995: Harald Noreng, Hans P.S. Knudsen
- 1996: Kari Risvik, Kari Vogt, Christian Norberg-Schulz, Rune Slagstad, Cato Guhnfeldt, Axel Jensen, Knut Wigert
- 1997: Nasa Borba
- 1998: Kristin Brudevoll, Erik Damman, Ørnulf Ranheimsæter
- 1999: Aldo Keel
- 2000: Tor Bomann-Larsen, Hans Fredrik Dahl, Geir Hestmark, Geir Kjetsaa, Torill Steinfeld, Jan Otto Hauge, Reidar Hirsti, Ivan Kristoffersen, Arve Solstad, Kadra Yusuf
- 2001: Åsne Seierstad
- 2002: Ottar Brox, Åge Hovengen
- 2003: Willy A. Kirkeby
- 2004: Kristian Ottosen
- 2005: Trygve Refsdal, Hermund Slaattelid
- 2006: Tom Martinsen
- 2007: Janet Garton, Ljubiša Rajić, Ebba Haslund, Sissel Benneche Osvold, Niels Christian Geelmuyden
- 2008: Arnhild Lauveng
- 2009: Else Michelet, Erik Fosse, Mads Gilbert
- 2010: Harald Eia, Dag O. Hessen, Bjørn Vassnes
- 2011: Odd S. Lovoll
- 2012: Simon Flem Devold, Louiza Louhibi, Nina Johnsrud
- 2013: Per Edgar Kokkvold, Nils E. Øy